# 陳建 (明朝)
陳建（1497年—1567年），字廷肇，號清瀾，别署清澜钓叟、粤滨逸史。東莞（今广东省東莞市）人。

## 生平
其父陈恩曾任云南广南知府。陳建為第四子，“貌寒素，人望而轻之”，然警敏有才识，博贯载籍。嘉靖七年（1528年）中舉，嘉靖八年（1529年）、十一年（1532年）兩次會試，皆中副榜，选授福建候官教谕，七年後升为江西临江府教授。嘉靖十八年（1539年），官至山東信陽縣令。嘉靖二十三年（1544年），以母顧氏老邁辭歸。自此隐居不出，潜心学问，直至终老。居鄉期間，建草堂於东莞城北，專心著述。辞官回乡后为驳斥王守仁的《朱子晚年定论》而撰有《學蔀通辯》十二卷。另有《治安要议》六卷、《皇明启运录》八卷、《皇明资治通纪》三十四卷、《古令著鑑》、《经世宏词》、《明朝捷录》、《陈氏文献录》等。